# Dom Friedricha Nietzschego

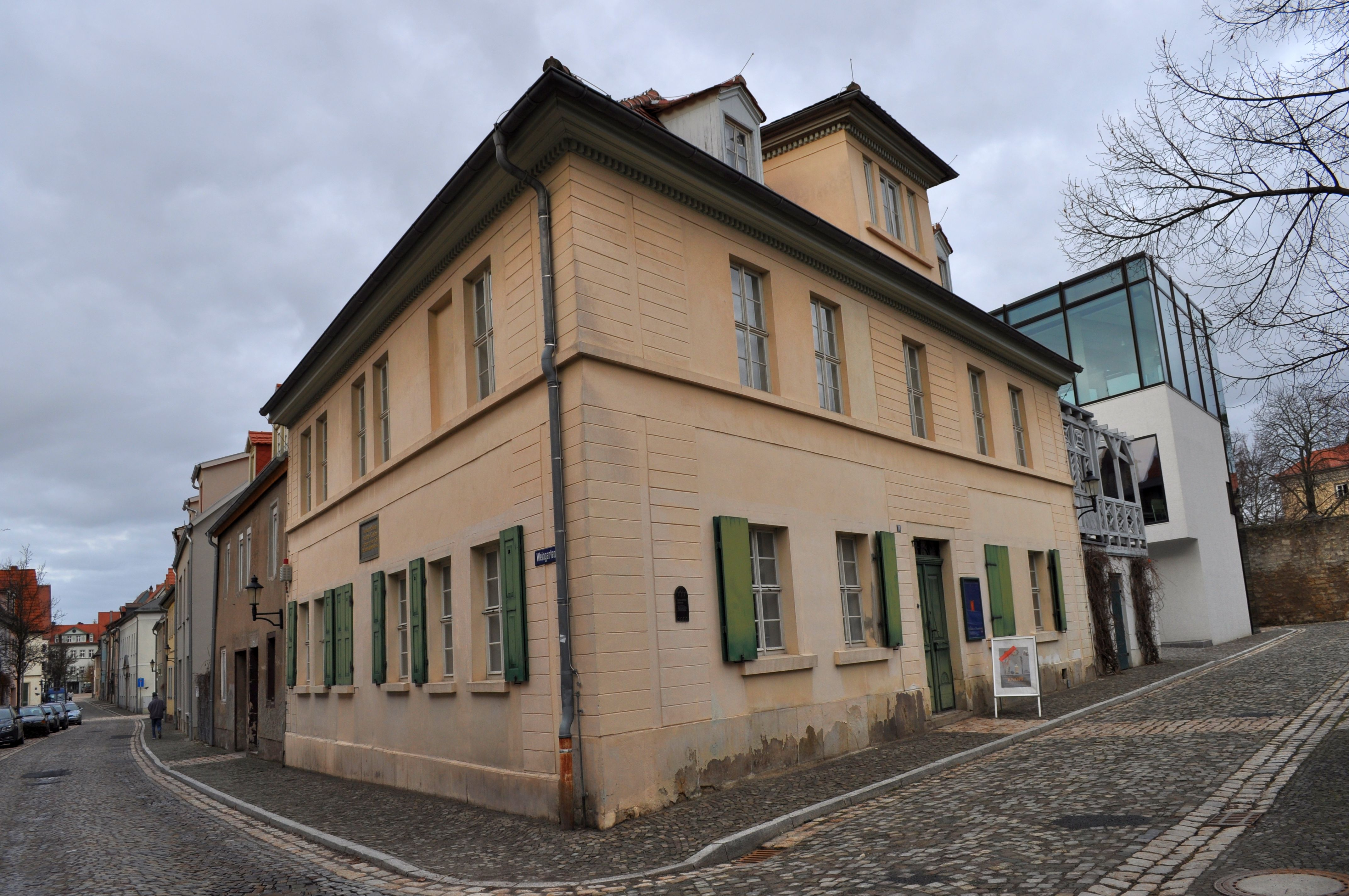
Widok ogólny (nowsza część z tyłu to Nietzsche-Dokumentationszentrum)

Dom Friedricha Nietzschego (niem. Nietzsche-Haus) – dom rodzinny Friedricha Nietzschego zlokalizowany przy Weingarten 18 w Naumburgu. Franziska Nietzsche (matka filozofa) mieszkała tutaj (przejściowo wraz z synem) w latach 1858–1897.
Nietzsche urodził się w 1844 w Röcken, ale wychowywał następnie (od 1850) w Naumburgu, aż do podjęcia studiów w Bonn w 1864. W Naumburgu uczęszczał do szkoły podstawowej i gimnazjum katedralnego. W domu przy Weingarten zamieszkał z matką, babką, siostrą i ciotką w 1858 r. Do domu powrócił również u schyłku życia, trawiony chorobą, w 1890 r. Przebywał tam do 1897, kiedy to zmarła matka. Przeniósł się wtedy z siostrą do Weimaru, gdzie zmarł w 1900. Od 1994 dom otwarty jest dla zwiedzających, jako oddział Muzeum Miejskiego w Naumburgu (Stadtmuseum Naumburg). We wnętrzach umieszczono wystawę stałą poświęconą życiu i twórczości filozofa. Ma tu także siedzibę międzynarodowe Towarzystwo Nietzschego (Nietzsche-Gesellschaft). Odbywają się odczyty, konferencje i wydarzenia artystyczne. W październiku 2010 otwarto tu także Centrum Dokumentacji (Nietzsche-Dokumentationszentrum) nakierowane na badania i krytyczną analizę recepcji spuścizny Nietzschego.